# Angra Mainyu (band)
Angra Mainyu is een Duitse blackmetalband. De naam van de eenmansband verwijst naar de duivel in het Zoroastrianisme, Angra Mainyu. In 2002 bracht Angra Mainyu de eerste demo "The Art of Blasphemy" met hulp van het Zweedse label "Total Holocaust Records" uit. In 2004 volgde een split cd met de destijds populaire band suicidal blackmetalband Xasthur.

## Discografie
- 2002 The Art of Blasphemy (Demo)
- 2004 Split met Xasthur